# Nhà thờ chính tòa Xuân Lộc

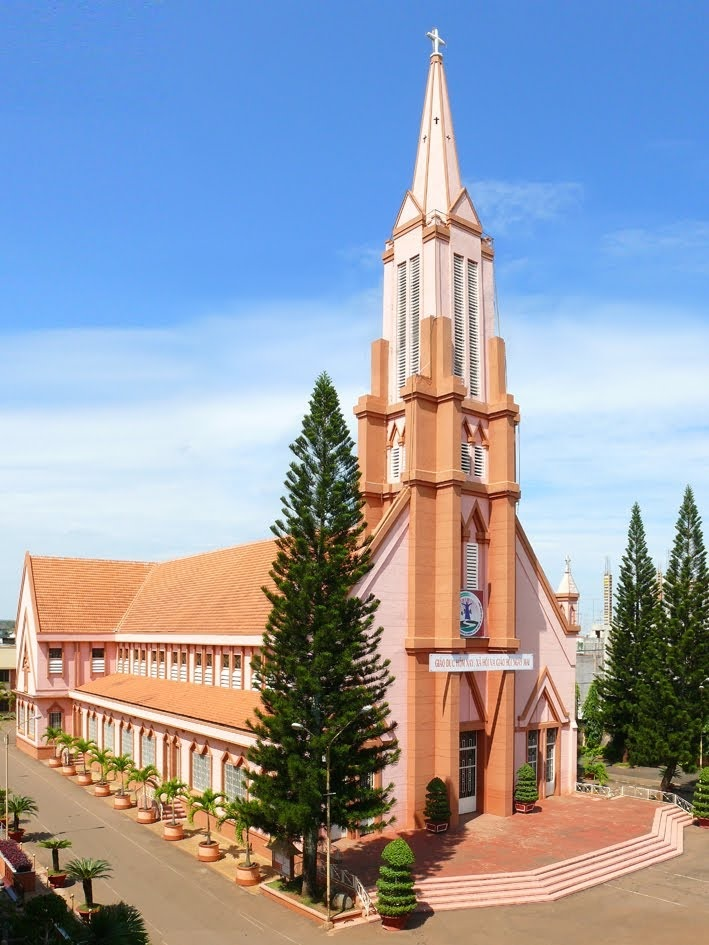
Nhà thờ Chính tòa Giáo phận Xuân Lộc

Nhà thờ chính tòa Xuân Lộc (còn được gọi là Nhà thờ Chúa Giêsu Vua) tọa lạc tại 144 đường Hùng Vương, phường Long Khánh, tỉnh Đồng Nai. Đây là nhà thờ chính tòa của giáo phận Xuân Lộc. Nhà thờ chính tòa Xuân Lộc cách trung tâm tỉnh Đồng Nai 45 km và cách Thành phố Hồ Chí Minh 70 km.
Nhà thờ được khởi công xây dựng vào ngày 2 tháng 2 năm 1963, với kích thước: 55m X 18m X 17m, cách thánh giá 24m, tháp chuông cao 44m. Nhà thờ được xây dựng theo kiểu Gothique với 2 dãy cột chắc chắn, sừng sững đỡ mái vòm hình tháp được gắn chặt trên các khung bêtông cốt thép vun vít hướng về trời, tạo bầu khí ấm cúng, trang nghiêm và thoát tục.
Từ ngày 14 tháng 10 năm 1965, khi giáo phận Xuân Lộc được thành lập, nhà thờ này được nâng lên thành nhà thờ chính tòa của giáo phận Xuân Lộc.